# Conophymacris jiulongensis
Conophymacris jiulongensis är en insektsart som beskrevs av Zheng, Z., Y. Niu och F-m. Shi 2009. Conophymacris jiulongensis ingår i släktet Conophymacris och familjen Dericorythidae. Inga underarter finns listade i Catalogue of Life.